# فيل الأدغال الإفريقي
فيل الأدغال الإفريقي أو فيل الأحراش الإفريقي أو فيل السافانا الإفريقي (الاسم العلمي: Loxodonta africana) (بالإنجليزية: African Bush Elephant)‏ هو نوع من الحيوانات يتبع جنس الفيل الإفريقي من فصيلة الفيلة. وهو أكبر نوعين من الفيلة الإفريقية. يصنف كل منها وفيل الغابات الإفريقي على أساس نوع واحد، وتعرف باسم الفيل الإفريقي، ولكن مؤخرا بينت الأدلة أن فيل الغابات يصنف على أنه نوع مختلف. ولا تزال بعض الهيئات تعدّ أن الأدلة المتوفرة حالياً غير كافية لتصنيف الفيلة الإفريقية إلى نوعين.

## سبب تجاعيد جلد فيل الأدغال الإفريقي
في دراسة نشرت سنة 2018، ربما تمكّن أخيراً فريق من الباحثين من جامعة جنيف في سويسرا من حل لغز سبب تجعد جلد فيلة الأدغال الإفريقية. استنتجوا أن جلد هذه الفيلة مغطى بشبكة معقدة من الشقوق الصغيرة جداً التي تحافظ على المياه والطين، وهذا يساعد على حماية بشرتها من الطفيليات وأشعة الشمس، كما يلعب دوراً مهماً في تنظيم درجة حرارة جسم الفيل ومنع الجفاف.
وتفتقر الفيلة الإفريقية إلى غدد العرق والإفرازات الدهنية التي تسمح للثدييات الأخرى بالتبرد، لذا فإن الطريقة الوحيدة التي يمكن بها تجنب ارتفاع درجة الحرارة في موطنها الحار والجاف هي عن طريق تبخر الماء الذي يتجمع على جلدها عندما تستحم أو ترش نفسها بالماء أو تتمرغ في الطين.
وبحسب الأستاذ ميشيل ميلينكوفيتش فإن جلد الفيلة منحوت بشكل شبكة معقدة من ملايين القنوات المترابطة الصغيرة التي تمنع تساقط الطين عن الجلد وتسمح للماء بالانتشار والبقاء مدة تزيد بمقدار خمس إلى عشر مرات عن السطح العادي، مما يتيح للحيوان التحكم بكفاءة في درجة حرارة جسمه عبر التبريد بالتبخر.
وفي ورقة نشرت بمجلة "اتصالات الطبيعة"، أظهر ميلينكوفيتش وزملاؤه لأول مرة كيف تتشكل هذه القنوات بالاستعانة بمحاكاة حاسوبية مخصصة تشكل نموذجاً لنمو جلد الفيل استناداً إلى الأشعة المقطعية لجلد حقيقي.
فقد وجدوا أن الطبقة الخارجية من الجلد تنمو أكثر سمكاً وتنحني مع مرور الوقت، مما يؤدي إلى تكسره نتيجة الضغط الميكانيكي أثناء تحرك الحيوان، وفي هذا المعنى فإن تلك الشقوق ليست طيات أو تجاعيد بالمعنى التقليدي.